# روبن ستيفنز
روبن ستيفنز (بالإنجليزية: Robin Stevens)‏ هي كاتبة للأطفال أمريكية وبريطانية، ولدت في 15 يناير 1988 في كاليفورنيا في الولايات المتحدة.